# 中村優 (フィギュアスケート選手)
中村 優（なかむら しゅう、英語: Shu Nakamura、1996年9月7日 - ）は、日本のフィギュアスケート選手（男子シングル）。北海道釧路市出身。2014年全日本ジュニア選手権3位。妻は元フィギュアスケート選手の今井遥 。

## 経歴
北海道教育大学附属釧路中学校、関西大学北陽中学校・高等学校卒業。関西大学政策創造学部中退。
小学校2年で本格的にフィギュアスケートを始める。2009年秋のノービス（中学１年生以下）の全日本選手権大会で2位となり、翌2010年4月のノービスの国際大会（スロベニア）の出場権を獲得する。同大会では、ショートプログラムでは3位だったが、フリーでは3回転、2回転のジャンプを次々と決め、見事逆転優勝を果たした。
2010年、高橋大輔のコーチであった長光歌子に師事する為、北海道を離れ関西大学北陽高等学校に進学し、関西大学のリンクを拠点とした。
2010-11シーズン、全日本ジュニア選手権に出場し16位となる。2011-12シーズンにはISUジュニアグランプリシリーズに参戦しJGP W.ロンバルディ杯で18位となる。全日本ジュニア選手権では12位となった。同シーズンの インスブルックユースオリンピックにおいて庄司理紗、宇野昌磨らと共に日本代表選手に選ばれ、FSでは自己ベストを41.4点も更新して3位に、総合でも6位に入った。
2012-13シーズン、JGPボスポラスで6位、JGP B.シュベルター杯で8位となる。全日本ジュニア選手権では8位に入った。2013年ガルデナスプリング杯ではジュニアクラスで2位に入賞。2013-14シーズン、JGPバルティック杯で5位、JGPタリン杯で9位となり、全日本ジュニア選手権では昨年と同じ8位となった。高校を卒業し、関西大学政策創造学部に進学した。
2014-15シーズン、JGPリュブリャナに出場したが10位に終わった。世界ジュニア選手権の代表選考を兼ねた全日本ジュニア選手権ではSP・FSでともに3位となり、総合でも3位入賞を果たし同大会で初めて表彰台に立った。しかし怪我の影響により、初出場となった全日本選手権では12位となった。
2015-16シーズン、JGPオーストリア杯に出場し10位に終わる。自身最後の出場となった全日本ジュニア選手権では5位。全日本選手権では9位となる。初出場となった世界ジュニア選手権ではSP・FSともに自己ベストを更新し12位となった。
16-17シーズン、この年から、同じリンクで指導を行っていた濱田美栄にコーチを変更した。同時に競技に専念するため、大学を休学した。ババリアンオープンで3位。全日本選手権では自己最高の6位を記録した。
17-18シーズン、第91回日本学生氷上競技選手権大会（インカレ）の男子男子Aクラスで2位。全日本選手権では14位。
18-19シーズン、第92回日本学生氷上競技選手権大会（インカレ）の男子7,8級クラスで優勝。国体青年の部で優勝。ユニバーシアード冬季大会の代表となり、8位。全日本選手権では11位。同年3月、埼玉県さいたま市で開催された世界フィギュアスケート選手権を観戦し、世界トップレベルとの実力差を感じると同時に、将来的に自分がそこにいるイメージが全く持てない、ならば思い出作りをしているより、早く社会に出たほうが自分のためになるのではないか、と考えて競技引退を決意した。
2019-2020シーズン、全日本選手権16位。2020年2月24日鎌田詩温らが開催した『明治×法政 ON ICE』に出演し、同年にて引退した。

### 引退後
引退後は5回生で大学を中退し、北海道に帰り、すし店を経営する父の事業を引き継ぐため、見習いを始めると同時に経営の勉強もしていくと語っている。
2022年7月、9月から開催される浅田真央アイスショー「BEYOND」への参加が発表された。
2024年7月7日、元フィギュアスケート選手の今井遥との結婚を発表。

2020年10月より、同郷の鎌田詩温と共に、Youtubeにて「スケラボ / Skate Lab」を運営している。

## 主な戦績
| 大会/年              | 2010-11 | 2011-12 | 2012-13 | 2013-14 | 2014-15 | 2015-16 | 2016-17 | 2017-18 | 2018-19 | 2019-20 |
| -------------------- | ------- | ------- | ------- | ------- | ------- | ------- | ------- | ------- | ------- | ------- |
| 全日本選手権         |         |         |         |         | 12      | 9       | 6       | 14      | 11      | 16      |
| ババリアンオープン   |         |         |         |         |         |         | 3       |         |         |         |
| ユニバーシアード     |         |         |         |         |         |         |         |         | 8       |         |
| ユースオリンピック   |         | 6       |         |         |         |         |         |         |         |         |
| 世界Jr.選手権        |         |         |         |         |         | 12      |         |         |         |         |
| 全日本Jr.選手権      | 16      | 12      | 8       | 8       | 3       | 5       |         |         |         |         |
| JGPオーストリア杯    |         |         |         |         |         | 10      |         |         |         |         |
| JGPリュブリャナ      |         |         |         |         | 10      |         |         |         |         |         |
| JGPタリン杯          |         |         |         | 9       |         |         |         |         |         |         |
| JGPバルティック杯    |         |         |         | 5       |         |         |         |         |         |         |
| JGPボスポラス        |         |         | 6       |         |         |         |         |         |         |         |
| JGP B.シュベルター杯 |         |         | 8       |         |         |         |         |         |         |         |
| JGP W.ロンバルディ杯 |         | 18      |         |         |         |         |         |         |         |         |
| ガルデナスプリング杯 |         |         | 2 J     |         |         |         |         |         |         |         |

### 詳細
| 2019-2020 シーズン    |                                              |          |           |           |
| 開催日                | 大会名                                       | SP       | FS        | 結果      |
| 2019年12月19日 - 22日 | 第88回全日本フィギュアスケート選手権（東京） | 10 74.39 | 19 119.00 | 16 193.39 |

| 2018-2019 シーズン    |                                              |         |           |           |
| 開催日                | 大会名                                       | SP      | FS        | 結果      |
| 2018年12月20日 - 24日 | 第87回全日本フィギュアスケート選手権（門真） | 5 77.11 | 13 134.58 | 11 211.69 |

| 2017-2018 シーズン    |                                              |          |           |           |
| 開催日                | 大会名                                       | SP       | FS        | 結果      |
| 2017年12月20日 - 24日 | 第86回全日本フィギュアスケート選手権（調布） | 13 65.75 | 13 132.41 | 14 198.16 |

| 2016-2017 シーズン    |                                                |         |          |          |
| 開催日                | 大会名                                         | SP      | FS       | 結果     |
| 2017年2月14日 - 19日  | 2017年ババリアンオープン（オーベルストドルフ） | 3 73.27 | 6 125.33 | 3 198.60 |
| 2016年12月22日 - 25日 | 第85回全日本フィギュアスケート選手権（門真）   | 7 66.96 | 7 135.20 | 6 202.16 |

| 2015-2016 シーズン    |                                                            |          |           |           |
| 開催日                | 大会名                                                     | SP       | FS        | 結果      |
| 2016年3月14日 - 20日  | 2016年世界ジュニアフィギュアスケート選手権（デブレツェン） | 12 66.05 | 13 120.17 | 12 186.22 |
| 2015年12月24日 - 27日 | 第84回全日本フィギュアスケート選手権（札幌）               | 8 69.47  | 11 125.37 | 9 194.84  |
| 2015年11月21日 - 23日 | 第84回全日本フィギュアスケートジュニア選手権（ひたちなか） | 2 63.78  | 8 109.05  | 5 172.83  |
| 2015年9月9日 - 13日   | ISUジュニアグランプリ オーストリア杯（リンツ）             | 7 55.84  | 10 103.70 | 10 159.54 |

| 2014-2015 シーズン    |                                                      |          |           |           |
| 開催日                | 大会名                                               | SP       | FS        | 結果      |
| 2014年12月25日 - 28日 | 第83回全日本フィギュアスケート選手権（長野）         | 11 60.07 | 13 109.94 | 12 170.01 |
| 2014年11月22日 - 24日 | 第83回全日本フィギュアスケートジュニア選手権（新潟） | 3 61.63  | 3 122.45  | 3 184.08  |
| 2014年8月28日 - 30日  | ISUジュニアグランプリ リュブリャナ杯（リュブリャナ） | 8 52.01  | 12 98.12  | 10 150.13 |

## プログラム使用曲
| シーズン  | SP                                                                       | FS                                                                               | EX                                                                      |
| --------- | ------------------------------------------------------------------------ | -------------------------------------------------------------------------------- | ----------------------------------------------------------------------- |
| 2019-2020 | マイ・ウェイ by フランク・シナトラ 振付：ジェフリー・バトル              | ロクサーヌのタンゴ 振付：ジェフリー・バトル                                      |                                                                         |
| 2018-2019 | エリナー・リグビー 作曲：レノン=マッカートニー 振付：ジェフリー・バトル  | ロメオとジュリエット 作曲：ピョートル・チャイコフスキー 振付：ジェフリー・バトル |                                                                         |
| 2017-2018 | エリナー・リグビー 作曲：レノン=マッカートニー 振付：ジェフリー・バトル  | 映画『ムーラン・ルージュ』より 振付：ジェフリー・バトル                          |                                                                         |
| 2016-2017 | フィーリング・グッド ボーカル：マイケル・ブーブレ 振付：キャシー・リード | 映画『ムーラン・ルージュ』より 振付：ジェフリー・バトル                          | This Business of Love 映画『マスク』サウンドトラックより 曲：ドミノ     |
| 2015-2016 | リベルタンゴ 作曲：アストル・ピアソラ 振付：岩本英嗣                     | ピアノ協奏曲第2番 作曲：セルゲイ・ラフマニノフ 振付：岩本英嗣                    |                                                                         |
| 2014-2015 | リベルタンゴ 作曲：アストル・ピアソラ 振付：岩本英嗣                     | 四季 作曲：アントニオ・ヴィヴァルディ 振付：ロバート・ダウ                       | Un Giorno Per Noi 映画『ロミオとジュリエット』より 作曲：ニーノ・ロータ |
| 2013-2014 | Come on in this House 演奏：ジュニア・ウェルズ 振付：ロバート・ダウ      | ヴァイオリン協奏曲第1番 作曲：マックス・ブルッフ 振付：ロバート・ダウ            |                                                                         |